# Psellocoptus prodontus
Psellocoptus prodontus is een spinnensoort uit de familie van de loopspinnen (Corinnidae).
De wetenschappelijke naam van de soort werd in 1971 gepubliceerd door Jonathan Reiskind.